# Александрук Семен Андрійович
Семе́н (Сень) Андрі́йович Александру́к (нар. 25 березня 1895, Снятин, Королівство Галичини та Володимирії, Цислейтанія, Австро-Угорщина — пом. 14 квітня 1959, Філадельфія, Пенсильванія, США) — український військовий і громадський діяч, стрілець Легіону УСС, четар УГА, поручник Дієвої армії УНР, член ОУН, активний учасник культурно-освітнього та кооперативного життя в Галичині й еміграції. Відповідно до чинних норм українського законодавства може бути причисленим до борців за незалежність України у XX столітті.

## Життєпис

### Походження
Народився 25 березня 1895 року в місті Снятин в родині Андрія Александрука та Катерини Миколаївни Бажанської. При хрещенні у церкві Михайлого Чуда у Снятині отримав ім'я Семена-Антіна. Початкову освіту здобув у народній виділовій школі в Снятині. Середню освіту розпочав у Снятинській цісарсько-королівській реальній школі, а згодом продовжив у Коломийській українській гімназії № 2. 

### Служба в українських збройних формаціях
У серпні 1914 року добровільно вступив до Легіону Українських січових стрільців. 3 вересня 1914 року склав військову присягу у Стрию. Пройшов військовий вишкіл у Горонді поблизу Мукачева на Закарпатті. Восени 1914 року був бійцем 2-ї чети 1-ї сотні в курені свого земляка Сеня Горука. В сотні займав посаду кухаря. Брав участь у більшості бойових дій легіону до 1918 року, серед яких перший бій УСС під Сянками і бої біля Турки та Угнова . 
У 1918 році вступив до лав Української галицької армії. Служив четарем у 3-му курені 36-го пішого полку імені гетьмана Івана Мазепи.
Після відступу за річку Збруч продовжив службу в Дієвій армії УНР у званні поручника. Інтернований у польських таборах у Ланцуті та Вадовицях, де зазнав тяжких умов утримання. У 1921 році опинився в таборі військових інтернованих у Йозефові в Чехословаччині.
В 1924 році брав участь у роботі театральної дружини імені Івана Франка у таборі в Йозефові, куди також входили четар 2-ої Коломийської бригади УГА Олекса Балицький, полковник Микола Аркас, режисер Микола Садовський, четар 1-го корпусу УГА Антін Хухра, старшина корпусу УСС Володимир Моклович та інші інтерновані українці в Чехословаччині.

### Міжвоєнний період
У 1925 році повернувся до Снятина, де активно долучився до громадсько-культурного та кооперативного життя. Обіймав посаду голови Снятинської повітової управи товариства «Луг», був членом управ філій товариств «Просвіта» та «Боян». Згодом очолив Повітовий союз кооператив у місті Турка. 15 липня 1939 року одружився з Осипою Паславською, подружжя мало доньку Марію. Під час німецької окупації був заарештований разом із отцем Адріаном Левицьким, Маріяном Міхневичем та іншими громадськими діячами.

### Еміграція
Після війни опинився на еміграції в Новому Ульмі, де очолював таборову раду. У 1949 році емігрував до США. Спочатку із родиною мешкав в місті Провіденс у Род-Айленді, а в грудні 1958 року сімейство придбало будинок у Філадельфії в Пенсильванії.

Помер 14 квітня 1959 року у Філадельфії.

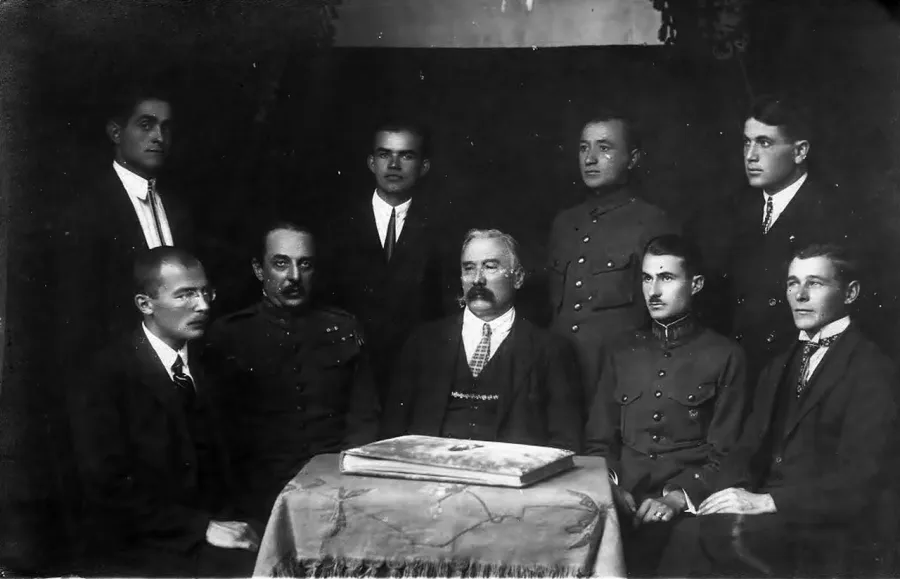
Виділ Театральної дружини ім. І. Франка в Йозефові, листопад 1924 р. Крайній справа зверху — Семен Александрук.

## Нагороди
- Хрест «За військові заслуги» (2 січня 1918)[5].
- бронзова медаль «За хоробрість» (23 травня 1918)[5].